# Landkreis Alzey-Worms

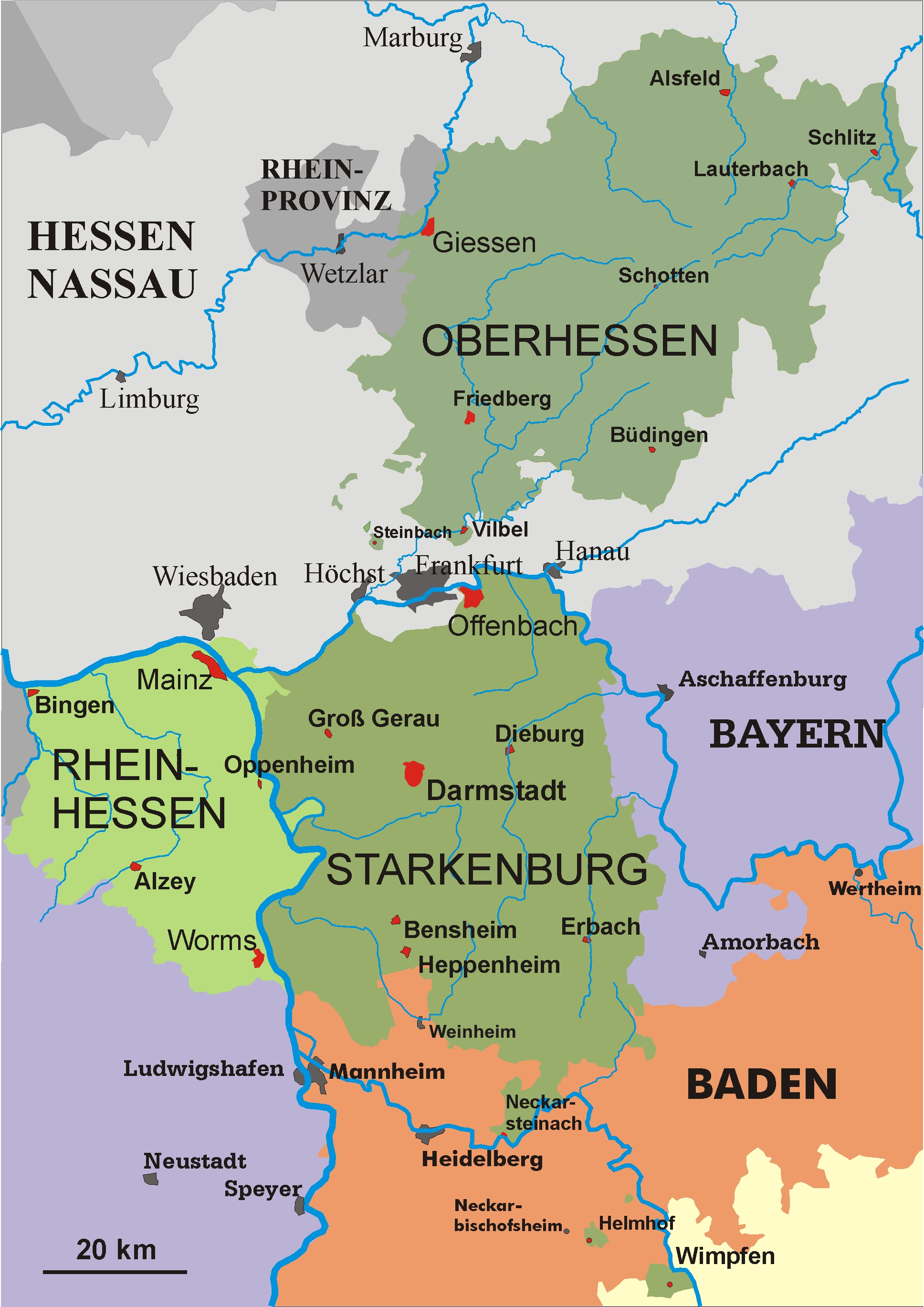
Hessen in 1930

Landkreis Alzey-Worms is een Landkreis in de Duitse deelstaat Rijnland-Palts. De Landkreis telt 130.715 inwoners (31 december 2020) op een oppervlakte van 588,15 km². Kreisstadt is de stad Alzey.

## Steden en gemeenten
De volgende steden liggen in de Landkreis (inwoneraantal op 30 juni 2006):
| Verbandsvrije stad |
| ------------------ |
| - Alzey * (18.264) |

Verbandsgemeinden
| Bestuurszetel van de Verbandsgemeinde * | | |
| - 1. Verbandsgemeinde Alzey-Land (Bestuurszetel te Alzey) 1. Albig (1.641) 2. Bechenheim (443) 3. Bechtolsheim (1.471) 4. Bermersheim vor der Höhe (395) 5. Biebelnheim (671) 6. Bornheim (741) 7. Dintesheim (149) 8. Eppelsheim (1.247) 9. Erbes-Büdesheim (1.373) 10. Esselborn (353) 11. Flomborn (1.032) 12. Flonheim (2.625) 13. Framersheim (1.634) 14. Freimersheim (613) 15. Gau-Heppenheim (547) 16. Gau-Odernheim (3.675) 17. Kettenheim (264) 18. Lonsheim (575) 19. Mauchenheim (962) 20. Nack (622) 21. Nieder-Wiesen (635) 22. Ober-Flörsheim (1.197) 23. Offenheim (605) 24. Wahlheim (598) | - 2. Verbandsgemeinde Eich 1. Alsheim (2.603) 2. Eich * (3.253) 3. Gimbsheim (3.058) 4. Hamm am Rhein (2.258) 5. Mettenheim (1.559) - 3. Verbandsgemeinde Monsheim 1. Flörsheim-Dalsheim (3.170) 2. Hohen-Sülzen (565) 3. Mölsheim (595) 4. Mörstadt (937) 5. Monsheim * (2.521) 6. Offstein (1.848) 7. Wachenheim (643) - 4. Verbandsgemeinde Wonnegau 1. Bechtheim (1.865) 2. Bermersheim (335) 3. Dittelsheim-Heßloch (2.172) 4. Frettenheim (338) 5. Gundersheim (1.637) 6. Gundheim (954) 7. Hangen-Weisheim (504) 8. Hochborn (444) 9. Monzernheim (643) 10. Osthofen (8.391) 11. Westhofen * (3.225) | - 5. Verbandsgemeinde Wöllstein 1. Eckelsheim (527) 2. Gau-Bickelheim (2.139) 3. Gumbsheim (587) 4. Siefersheim (1.283) 5. Stein-Bockenheim (681) 6. Wendelsheim (1.424) 7. Wöllstein * (4.425) 8. Wonsheim (880) - 6. Verbandsgemeinde Wörrstadt 1. Armsheim (2.655) 2. Ensheim (423) 3. Gabsheim (774) 4. Gau-Weinheim (629) 5. Partenheim (1.608) 6. Saulheim (7.178) 7. Schornsheim (1.583) 8. Spiesheim (1.001) 9. Sulzheim (1.087) 10. Udenheim (1.329) 11. Vendersheim (583) 12. Wallertheim (1.820) 13. Wörrstadt * (7.598) |

Albig ·
Alsheim ·
Alzey ·
Armsheim ·
Bechenheim ·
Bechtheim ·
Bechtolsheim ·
Bermersheim ·
Bermersheim vor der Höhe ·
Biebelnheim ·
Bornheim ·
Dintesheim ·
Dittelsheim-Heßloch ·
Eckelsheim ·
Eich ·
Ensheim ·
Eppelsheim ·
Erbes-Büdesheim ·
Esselborn ·
Flomborn ·
Flonheim ·
Flörsheim-Dalsheim ·
Framersheim ·
Freimersheim ·
Frettenheim ·
Gabsheim ·
Gau-Bickelheim ·
Gau-Heppenheim ·
Gau-Odernheim ·
Gau-Weinheim ·
Gimbsheim ·
Gumbsheim ·
Gundersheim ·
Gundheim ·
Hamm am Rhein ·
Hangen-Weisheim ·
Hochborn ·
Hohen-Sülzen ·
Kettenheim ·
Lonsheim ·
Mauchenheim ·
Mettenheim ·
Mölsheim ·
Monsheim ·
Monzernheim ·
Mörstadt ·
Nack ·
Nieder-Wiesen ·
Ober-Flörsheim ·
Offenheim ·
Offstein ·
Osthofen ·
Partenheim ·
Saulheim ·
Schornsheim ·
Siefersheim ·
Spiesheim ·
Stein-Bockenheim ·
Sulzheim ·
Udenheim ·
Vendersheim ·
Wachenheim ·
Wahlheim ·
Wallertheim ·
Wendelsheim ·
Westhofen ·
Wöllstein ·
Wonsheim ·
Wörrstadt